# Jacob Kiplimo
Jacob Kiplimo (n. 14 noiembrie 2000, Kween District⁠(d), Regiunea Estică, Uganda) este un fondist ce a reprezentat Uganda, medaliat olimpic. A participat la trei ediții ale Jocurilor Olimpice (2016, 2020, 2024) în care a câștigat o medalie de bronz în proba de 10.000 de metri. A stabilit un record mondial în 2021 la semimaraton și a fost campion mondial la semimaraton și la cros.

## Palmares
| An   | Competiție                             | Locație                  | Loc | Eveniment   | Note     |
| ---- | -------------------------------------- | ------------------------ | --- | ----------- | -------- |
| 2016 | Campionatul Mondial de Juniori         | Bydgoszcz, Polonia       | 3   | 10 000 m    | 27:26,68 |
| 2016 | Jocurile Olimpice                      | Rio de Janeiro, Brazilia | 26  | 5000 m      | 13:30,40 |
| 2017 | Campionatul Mondial de Cros de Juniori | Kampala, Uganda          | 1   | 7,858 km    | 22:40    |
| 2017 | Campionatul Mondial de Cros de Juniori | Kampala, Uganda          | 4   | echipe      | 22:40    |
| 2017 | Campionatul Mondial                    | Londra, Marea Britanie   | 22  | 5000 m      | 13:30,92 |
| 2018 | Campionatul Mondial de Juniori         | Tampere, Finlanda        | 6   | 5000 m      | 13:23,35 |
| 2018 | Campionatul Mondial de Juniori         | Tampere, Finlanda        | 2   | 10 000 m    | 27:40,36 |
| 2019 | Campionatul Mondial de Cros            | Aarhus, Danemarca        | 2   | 10 km       | 31:44    |
| 2019 | Campionatul Mondial de Cros            | Aarhus, Danemarca        | 1   | echipe      | 31:44    |
| 2020 | Campionatul Mondial de Semimaraton     | Gdynia, Polonia          | 1   | semimaraton | 58:49    |
| 2021 | Jocurile Olimpice                      | Tokio, Japonia           | 5   | 5000 m      | 13:02,40 |
| 2021 | Jocurile Olimpice                      | Tokio, Japonia           | 3   | 10 000 m    | 27:43,88 |
| 2021 | EDP Meia Maratona de Lisboa            | Lisabona, Portugalia     | 1   | semimaraton | 57:31    |
| 2022 | Campionatul Mondial                    | Eugene, Statele Unite    | 3   | 10 000 m    | 27:27,97 |
| 2023 | Campionatul Mondial de Cros            | Bathurst, Australia      | 1   | 10 km       | 29:17    |
| 2023 | Campionatul Mondial de Cros            | Bathurst, Australia      | 3   | echipe      | 29:17    |
| 2024 | Jocurile Olimpice                      | Paris, Franța            | 8   | 10 000 m    | 26:46,39 |

## Legături externe
- Materiale media legate de Jacob Kiplimo la Wikimedia Commons
- en Jacob Kiplimo la World Athletics
- en Jacob Kiplimo la Olympedia.org